# پارک ملی مانا پولز
پارک ملی مانا پولز (به لاتین: Mana Pools National Park) یک پارک ملی در زیمبابوه است که در زیمبابوه واقع شده‌است.

## میراث جهانی
این پارک در فهرست میراث جهانی یونسکو ثبت شده است.